# 2019年世界柔道錦標賽
2019年世界柔道锦标赛于2019年8月25日至9月1日在日本東京日本武道館举行。這是日本第六次主辦世界柔道錦標賽。此次比賽也是2020年東京奧運柔道項目的測試賽。

## 奖牌榜
*   主办国家/地区（日本）
| 排名                      | 国家 / 地区               | 金牌 | 銀牌 | 銅牌 | 总计 |
| ------------------------- | ------------------------- | ---- | ---- | ---- | ---- |
| 1                         | 日本*                     | 5    | 6    | 5    | 16   |
| 2                         | 法國                      | 3    | 1    | 2    | 6    |
| 3                         | 葡萄牙                    | 1    | 1    | 0    | 2    |
| 4                         | 荷蘭                      | 1    | 0    | 3    | 4    |
| 5                         | 加拿大                    | 1    | 0    | 1    | 2    |
| 5                         |                           | 1    | 0    | 1    | 2    |
| 7                         | 捷克                      | 1    | 0    | 0    | 1    |
| 7                         | 以色列                    | 1    | 0    | 0    | 1    |
| 7                         | 乌克兰                    | 1    | 0    | 0    | 1    |
| 10                        | 俄羅斯                    | 0    | 2    | 2    | 4    |
| 11                        |                           | 0    | 1    | 1    | 2    |
| 11                        |                           | 0    | 1    | 1    | 2    |
| 13                        | 比利时                    | 0    | 1    | 0    | 1    |
| 13                        | 古巴                      | 0    | 1    | 0    | 1    |
| 13                        |                           | 0    | 1    | 0    | 1    |
| 16                        | 巴西                      | 0    | 0    | 3    | 3    |
| 16                        | 科索沃                    | 0    | 0    | 3    | 3    |
| 18                        | 英國                      | 0    | 0    | 1    | 1    |
| 18                        | 德国                      | 0    | 0    | 1    | 1    |
| 18                        |                           | 0    | 0    | 1    | 1    |
| 18                        | 摩尔多瓦                  | 0    | 0    | 1    | 1    |
| 18                        | 蒙古国                    | 0    | 0    | 1    | 1    |
| 18                        | 波蘭                      | 0    | 0    | 1    | 1    |
| 18                        | 塞爾維亞                  | 0    | 0    | 1    | 1    |
| 18                        | 土耳其                    | 0    | 0    | 1    | 1    |
| 总计（共25个国家 / 地区） | 总计（共25个国家 / 地区） | 15   | 15   | 30   | 60   |

## 奖牌得主

### 男子
| 項目          | 金牌                                  | 银牌                                        | 铜牌                                  |
| 60公斤级      | 卢呼米·奇赫维米亚尼 · 格鲁吉亚（GEO） | 沙罗菲金·卢特菲拉耶夫 · 乌兹别克斯坦（UZB） | 葉爾多斯·斯梅托夫 · 哈萨克斯坦（KAZ） |
| 60公斤级      | 卢呼米·奇赫维米亚尼 · 格鲁吉亚（GEO） | 沙罗菲金·卢特菲拉耶夫 · 乌兹别克斯坦（UZB） | 永山龍樹 · 日本（JPN）                |
| 66公斤级      | 丸山城志郎 · 日本（JPN）              | Kim Lim-hwan · 韩国（KOR）                  | 阿部一二三 · 日本（JPN）              |
| 66公斤级      | 丸山城志郎 · 日本（JPN）              | Kim Lim-hwan · 韩国（KOR）                  | 丹尼斯·维耶鲁 · 摩尔多瓦（MDA）       |
| 73公斤级      | 大野將平 · 日本（JPN）                | 鲁斯塔姆·奥鲁杰夫 · 阿塞拜疆（AZE）         | 希达亚特·海达罗夫 · 阿塞拜疆（AZE）   |
| 73公斤级      | 大野將平 · 日本（JPN）                | 鲁斯塔姆·奥鲁杰夫 · 阿塞拜疆（AZE）         | 丹尼斯·亚尔采夫 · 俄罗斯（RUS）       |
| 81公斤级      | 萨吉·穆基 · 以色列（ISR）             | 馬蒂亞斯·卡斯 · 比利时（BEL）               | 安托万·瓦卢瓦-福捷 · 加拿大（CAN）    |
| 81公斤级      | 萨吉·穆基 · 以色列（ISR）             | 馬蒂亞斯·卡斯 · 比利时（BEL）               | Luka Maisuradze · 格鲁吉亚（GEO）     |
| 90公斤级      | 诺埃尔·范滕德 · 荷兰（NED）           | 向翔一郎 · 日本（JPN）                      | 阿克塞尔·克莱热 · 法國（FRA）         |
| 90公斤级      | 诺埃尔·范滕德 · 荷兰（NED）           | 向翔一郎 · 日本（JPN）                      | 内马尼亚·迈多夫 · 塞尔维亚（SRB）     |
| 100公斤级     | 若热·丰塞卡 · 葡萄牙（POR）           | 尼亞茲·伊利亞索夫 · 俄罗斯（RUS）           | 米哈尔·科雷尔 · 荷兰（NED）           |
| 100公斤级     | 若热·丰塞卡 · 葡萄牙（POR）           | 尼亞茲·伊利亞索夫 · 俄罗斯（RUS）           | 亞倫·沃爾夫 · 日本（JPN）             |
| 100公斤以上级 | 盧卡斯·克帕勒克 · 捷克（CZE）         | 原澤久喜 · 日本（JPN）                      | 金民宗 · 韩国（KOR）                  |
| 100公斤以上级 | 盧卡斯·克帕勒克 · 捷克（CZE）         | 原澤久喜 · 日本（JPN）                      | 罗伊·梅耶尔 · 荷兰（NED）             |

### 女子
| 項目         | 金牌                              | 银牌                              | 铜牌                                  |
| 48公斤级     | 达里娅·比洛季德 · 乌克兰（UKR）   | 渡名喜風南 · 日本（JPN）          | 門赫巴廷·烏蘭采采格 · 蒙古（MGL）     |
| 48公斤级     | 达里娅·比洛季德 · 乌克兰（UKR）   | 渡名喜風南 · 日本（JPN）          | 迪絲特麗亞·克拉斯尼奇 · 科索沃（KOS） |
| 52公斤级     | 阿部詩 · 日本（JPN）              | 纳塔利娅·库久京娜 · 俄罗斯（RUS） | 瑪琳達·開爾門蒂 · 科索沃（KOS）       |
| 52公斤级     | 阿部詩 · 日本（JPN）              | 纳塔利娅·库久京娜 · 俄罗斯（RUS） | 志志目愛 · 日本（JPN）                |
| 57公斤级     | 克丽斯塔·出口 · 加拿大（CAN）     | 芳田司 · 日本（JPN）              | 尤利娅·科瓦尔奇克 · 波兰（POL）       |
| 57公斤级     | 克丽斯塔·出口 · 加拿大（CAN）     | 芳田司 · 日本（JPN）              | 拉斐拉·席爾瓦 · 巴西（BRA）           |
| 63公斤级     | 克拉麗絲·阿格貝涅努 · 法國（FRA） | 田代未來 · 日本（JPN）            | 马蒂娜·特拉伊多斯 · 德国（GER）       |
| 63公斤级     | 克拉麗絲·阿格貝涅努 · 法國（FRA） | 田代未來 · 日本（JPN）            | 尤尔·弗兰森 · 荷兰（NED）             |
| 70公斤级     | 玛丽-伊芙·加耶 · 法國（FRA）      | 芭芭拉·蒂莫 · 葡萄牙（POR）       | 萨莉·康韦 · 英国（GBR）               |
| 70公斤级     | 玛丽-伊芙·加耶 · 法國（FRA）      | 芭芭拉·蒂莫 · 葡萄牙（POR）       | 玛尔戈·皮诺 · 法國（FRA）             |
| 78公斤级     | 瑪德萊娜·馬隆加 · 法國（FRA）     | 濱田尚里 · 日本（JPN）            | 洛里亚娜·库卡 · 科索沃（KOS）         |
| 78公斤级     | 瑪德萊娜·馬隆加 · 法國（FRA）     | 濱田尚里 · 日本（JPN）            | 梅拉·阿吉亞爾 · 巴西（BRA）           |
| 78公斤以上级 | 素根輝 · 日本（JPN）              | 伊達莉斯·奧爾蒂斯 · 古巴（CUB）   | 卡伊拉·奥兹代米尔 · 土耳其（TUR）     |
| 78公斤以上级 | 素根輝 · 日本（JPN）              | 伊達莉斯·奧爾蒂斯 · 古巴（CUB）   | 朝比奈沙羅 · 日本（JPN）              |

### 混合
| 項目     | 金牌 | 银牌 | 铜牌 |
| 混合團體 | 日本 · 新井千鶴 · 濱田尚里 · 原澤久喜 · 橋本壯市 · 影浦心 · 向翔一郎 · 村尾三四郎 · 大野將平 · 大野陽子 · 素根輝 · 玉置桃 · 芳田司 | 法國 · 阿芒迪娜·比沙尔 · 纪尧姆·谢纳 · 阿克塞尔·克莱热 · 莎拉-萊昂妮·西西克 · 阿尔法·奥马尔·贾洛 · 玛丽-伊芙·加耶 · 亚历山大·伊迪尔 · 基利安·勒布卢克 · Anne Fatoumata M'Bairo · 瑪德萊娜·馬隆加 · 西里尔·马雷 · 玛尔戈·皮诺 | 俄羅斯 · 克谢尼娅·奇比索娃 · 基里尔·杰尼索夫 · Lechi Ediev · Anna Gushchina · 米哈伊尔·伊戈利尼科夫 · Khusen Khalmurzaev · Anastasia Konkina · 达里娅·梅热茨卡娅 · Evgeny Prokopchuk · Alena Prokopenko · 马季娜·泰马佐娃 · 伊纳尔·塔索耶夫 |
| 混合團體 | 日本 · 新井千鶴 · 濱田尚里 · 原澤久喜 · 橋本壯市 · 影浦心 · 向翔一郎 · 村尾三四郎 · 大野將平 · 大野陽子 · 素根輝 · 玉置桃 · 芳田司 | 法國 · 阿芒迪娜·比沙尔 · 纪尧姆·谢纳 · 阿克塞尔·克莱热 · 莎拉-萊昂妮·西西克 · 阿尔法·奥马尔·贾洛 · 玛丽-伊芙·加耶 · 亚历山大·伊迪尔 · 基利安·勒布卢克 · Anne Fatoumata M'Bairo · 瑪德萊娜·馬隆加 · 西里尔·马雷 · 玛尔戈·皮诺 | 巴西 · 玛丽亚·苏埃伦·阿尔特曼 · 爱德华多·巴尔博扎 · Tamires Crude · 拉斐尔·马塞多 · David Moura · 玛丽亚·波尔特拉 · Ellen Santana · 爱德华多·尤迪·桑托斯 · Jeferson Santos Junior · 拉斐尔·席尔瓦 · 拉斐拉·席爾瓦 · 比阿特丽斯·索萨         |